# La Famille Addams : C'est la fête
Pour les articles homonymes, voir La Famille Addams.
La Famille Addams : C'est la fête (Halloween with the New Addams Family) est un téléfilm américain diffusé sur NBC le 30 octobre 1977 d'après La Famille Addams, l'œuvre de Charles Addams. 
Ce téléfilm réunit les acteurs de la série originale La Famille Addams (1964-1966), à l'exception de Blossom Rock (grand-mère), très malade et remplacée par Phyllis Jane Rose. De nouveaux personnages sont créés spécialement pour l'occasion comme Pancho, le frère de Gomez (Henry Darrow) et deux nouveaux enfants, Mercredi et Pugsley Juniors. Ce téléfilm devait servir de pilote à une nouvelle série que NBC ne commanda jamais.
En France, le téléfilm est diffusé le 31 décembre 1988 sur M6, puis dans les années 2000 sur Série Club.

## Synopsis
Onze ans après, Gomez et Morticia Addams vivent toujours dans leur manoir. Pugsley et Mercredi ont grandi, l'un étant devenu un médecin-sorcier africain et l'autre étant devenue une vraie jeune femme de 17 ou 18 ans. Ils ont maintenant un frère et une sœur, probablement du même âge qu'eux onze ans plus tôt et qui répondent aux noms de Pugsley Jr et Mercredi Jr. Un frère presque jumeau de Gomez fait son apparition : Pancho, ainsi que la mère de Morticia, Madame Revêche (Mamie Frump). Lurch est toujours aussi fidèle et dévouée. Le cousin Itt (dit « le petit cousin » dans la série télévisée, et « cousin machin » dans les films et le téléfilm : les retrouvailles) est présent également où il est appelé paradoxalement : « cousin poil ras ». Quant à Fester et la chose, ils sont encore présents également.
Le jour d'Halloween, Gomez se prépare à aller dans une réunion (probablement satanique) à laquelle il doit participer afin de se faire élire « grand crotale fourchu » (on apprend que précédemment, il était « vipère des sables 1re classe »). Or, la venue et l'installation de son frère Pancho l'inquiète, car Gomez craint que ce dernier, ayant déjà courtisé Morticia dans le passé, ne lui subtilise sa femme et ses enfants. Résigné et cédant à Morticia qui a hâte de le revoir venir avec son nouveau titre de gloire, il s'en va pour, normalement, revenir le lendemain midi.
Pendant ce temps, une bande d'escroc complote pour voler l'argent des Addams, alors que ceux-ci sans Gomez font les préparatifs de la fête d'Halloween. Pour cette occasion, le chef des escrocs demande à l'un de ses acolytes de se déguiser en un inspecteur du fisc, mais il échoue et après cela, le chef décide de s'y rendre accompagné de deux bodybuilders et d'un autre de ces acolytes déguisé en fée  afin de se faire passer pour un membre de la famille. Parallèlement, il a employé des sosies de Gomez et Morticia (qui ne leur ressemble véritablement que s'ils ont un masque devant les yeux, halloween sert donc de prétexte pour le port du masque). Entre-temps, Gomez rentre plus tôt que prévu, donc dans la soirée au moment où la fête bat son plein.

## Fiche technique
- Titre : La Famille Addams : C'est la fête
- Titre original : Halloween With The New Addams Family
- Direction : Dennis Steinmetz
- Directeur Associé : Peter Marth
- Directeur Technique : Jim Swick
- Scénario : George Tibbles (scénariste), d'après les personnages créés par Charles Addams
- Manager de production : William P. Owens
- Producteur exécutif : Charles Fries
- Producteur : David Levy,  producteur associé
- Producteur artistique : Bill Ross
- Société de production : Paramount Pictures, Orion Pictures Corporation
- Musique :Vic Mizzy,  David Levy (lyrics) et George Tibbles (music) (pour A Merry, Shh, Creepy Halloween)
- Photographie : Jacques R. Marquette, A.S.C
- Son : Jack Tossman
- Casting : Carolyn Jones
- Pays d'origine : États-Unis
- Format : Couleurs
- Genre : comédie fantastique
- Durée : 74 minutes
- Dates de sortie : octobre 1977 (États-Unis), 1988 (France)
- Vidéo : VHS aux États-Unis, aucune sortie DVD

## Distribution
- John Astin : Gomez Addams
- Carolyn Jones : Morticia Addams
- Ted Cassidy : Lurch
- Lisa Loring : Mercredi Vendredi Addams Senior
- Felix Silla : le cousin Poil Ras (le « petit cousin » en VF dans la série télévisée de 1964 / Cousin Itt en VO)
- Jackie Coogan : Oncle Fester
- Phyllis Jane Rose : Mamie Addams
- Ken Weatherwax : Pugsley Addams Senior
- Jennifer Surprenant : Mercredi Addams, Junior
- Ken Marquis : Pugsley Addams, Junior
- Henry Darrow : Pancho Addams
- Elvia Allman : Madame Revêche (Mother Frump en VO)

## Commentaires
Elvia Allman y joue son avant-dernier rôle visible, elle jouera après dans The Adventures of Tom Sawyer and Huckleberry Finn (Priklyucheniya Toma Soyera i Geklberri Finna), un téléfilm russe réalisé par Stanislav Govorukhin, avant de prêter sa voix à Clarabelle Cow, dans la version originale du film Le Prince et le Pauvre de Walt Disney. Elle est morte le 6 mars 1992.
On découvre dans ce téléfilm les talents de Mercredi et de Gomez au pipeau.